# توماس بيكمان (لاعب كرة قدم)
توماس بيكمان (بالهولندية: Thomas Beekman)‏ هو لاعب كرة قدم هولندي، ولد في 23 يناير 2000 في آرنم في هولندا.